# Anomala scopas
Anomala scopas är en skalbaggsart som beskrevs av Ohaus 1925. Anomala scopas ingår i släktet Anomala och familjen Rutelidae. Inga underarter finns listade i Catalogue of Life.